# Lluís Güell i Compte
Lluís Güell i Compte (Banyoles, 17 de juny del 1945 - 13 de desembre de 2005) va ser un artista multidisciplinari català.

## Orígens
Ja de petit demostra tenir habilitats per les arts i aviat comença a destacar entre els seus companys dels minyons escoltes. Porta la direcció de les obres del Cau, fa mobiliari in situ, i fins i tot realitza l'altar major per unes trobades dels escoltes.
Després d'aquests inicis i de passar per una acadèmia, entra al seminari de Girona on disposa excepcionalment d'un taller. Anys després dirà d'aquella època que encara que sembli contradictori, el seminari impartia un ensenyament més lliberal i de país que la resta d'escoles catalanes. Aleshores el seminari ja era un autèntic renaixement de la cultura catalana amb professors de la talla de mossèn Modest Prats, Mn. Marquès o el Dr. Estela.
El pas pel seminari és bàsic per entendre Lluís Güell. Allà comença a ornar altars per misses i celebracions, fa reformes a l'interior d'esglésies i s'impregna d'un món on la litúrgia és clau. La mateixa litúrgia que trobarem posteriorment a la seva obra i a molts fets quotidians de la seva pròpia vida.
Després d'abandonar el seminari, tot i que continua fent art sacre, comença una relació amb el teatre que tindrà el seu moment àlgid uns anys després amb la seva col·laboració amb el Teatre Experimental Independent de Banyoles (TEI), per a qui realitzarà cartells, escenografies i el maquillatge dels actors. També treballarà amb Mario Gas, La Trinca o Ventura Pons i el món del teatre serà un referent habitual a la seva obra.
Són anys moguts, on el jove Güell és el primer artista del país en introduir elements industrials a una exposició d'art, a la seva ciutat natal el 1963. Aquest fet causa una gran expectació entre altres creadors, especialment entre alguns membres de Dau al Set, com certifica la seva visita a l'exposició i la posterior amistat amb alguns d'ells, com Cuixart, Ponç o Joan Brossa, i sobretot, amb Arnau Puig.
Organitza exposicions, concerts, fa aparadors, art sacre, teatre, pintura, escultura, joies i murals, i també reformes interiors tant d'esglésies com d'hotels o habitatges particulars. També realitza un polèmic calze, consagrat finalment a l'Abadia de Montserrat perquè ningú ho volia fer, i un aparador per a la llibreria Les Voltes de Girona, censurat i clausurat. Malauradament, aquest fet es convertirà gairebé en habitual i moltes de les seves obres van ser vetades, desaparegudes o directament destruïdes. Val a dir que el caràcter indomable d'aquest artista tampoc ajudarà gaire, però tot això no impedeix que en poc temps ja sigui un dels personatges principals d'una Banyoles que en aquells anys rivalitza amb Barcelona per la capitalitat cultural.

## Mataró
El 1966 arriba a Mataró provinent de casa d'en Moisès Villèlia, i la seva estada aquí serà un punt d'inflexió tant a la seva vida com a la seva obra. Aquí tindrà accés a nous corrents de pensament i teories artístiques, entrarà en contacte amb els moviments polítics clandestins de l'època i coneixerà la mare de la Tànit del Mar, la seva única filla.
La seva obra s'acosta ara a una estètica pop art que comença a veure la llum a una Catalunya dominada per la pintura matèrica dels Antoni Tàpies, Modest Cuixart o Josep Guinovart, per citar els més importants, i la crítica comença a destacar les seves creacions, com el Negre ferit de Bala o la Derrota de Samotràcia. Però l'artista està més interessat per altres camins, com ho demostra el fet insòlit fins aleshores ocorregut al Museu de Mataró amb motiu de la inauguració d'una exposició seva. Mentre en Lluís Güell es dedica a tirar restes de targetes perforades sobre el cap dels assistents des del balconet del museu, Erik Barth, un californià establert a Mataró, pronuncia un llarg discurs en anglès sobre l'Art, les drogues psicodèliques i el pensament de Herbert Marcuse, apòstol de la revolució universitària als Estats Units. A la vegada, en Jesús Soler a la bateria, en Manolo al saxo i en Xifré al contrabaix interpreten peces de John Coltrane i de Charlie Parker.
Al mateix temps, Josep Lluís López Bulla fent de torero, Jaume Boter de Palau de cavall, Miquel Reniu de picador i Joan Calsapeu de toro, protagonitzen la «Corrida de las fuerzas del trabajo y de la cultura», simulant un espectacle taurí. Per la seva banda en Joan Solà, després d'haver presentat a l'Arnau Puig, enregistra amb un magnetòfon el text de Fenomenologia de l'Esperit de Hegel mentre el seu nebot Oriol Bellavista no para de repetir les paraules: pets, llufes i cagarros secs. Es considera el primer happening fet a Catalunya, amb el permís de Joan Brossa i les seves accions d'espectacle.

### Els temples pagans
El 1968 comença a fer Skinsad a Banyoles, el primer dels seus temples pagans. Es tracta d'un espai de sis-cents metres quadrats de formigó i ras amb modelatges d'escuma i mosaic que acaba l'any següent. En Lluís volia que el seu nom fos Carducci, com a resposta a les contínues visites de la gent del Bocaccio de Barcelona però al final va cedir davant els propietaris. Va ser destruït pel foc al cap d'uns anys però a Banyoles i rodalia podem trobar tota una generació que a hores d'ara encara el recorden amb enyorança i la cara se'ls il·lumina quan es disposen a parlar d'ell.
Els temples pagans són per en Lluís la gran oportunitat de poder acostar el seu art a la gent, és com si el visitant es pogués passejar per l'interior d'una escultura. Els temples estan destinats a ser punt de trobada de totes les arts, el lloc on trobar juntes la pintura, la música, l'escultura, l'arquitectura, el teatre o la dansa, i conceptualment enllacen amb l'òpera de Richard Wagner, tant en les seves majestuoses posades en escena com en el seu plantejament transversal i multidisciplinari. Un cop més, el seu pas pel seminari ens ajuda a entendre millor un discurs artístic que evidencia clars paral·lelismes amb el món litúrgic de la religió. La mateixa litúrgia que també es troba al teatre del TEI que fa en aquests moments i que el porta a muntar dos escenaris a la vegada per una mateixa obra. Tot respon a una mateixa idea, al concepte d'Art Viu que Güell cercava amb les seves obres. Un Art Viu que es produeix també gràcies a la interacció del públic que d'aquesta manera passa a convertir-se en part del conjunt de l'obra, com si es tractés d'un happening, un happening que cada vegada canvia i és diferent, i on els personatges mai són els mateixos.
L'altre gran aspecte a destacar dels temples pagans seria el fet que recull en ells tota la tradició clàssica de la Mediterrània i les seves construccions. Fet que es farà molt més evident quan arriba a Eivissa i comença a treballar en el que seran les seves tres grans obres a l'illa: Es Paradís Terrenal, Cafè del Mar i Súmmum.
Abans però, encara haurà de fer altres temples coneguts com l'Envelat del Follet a Olot, que després de passar-se molts anys tancat i gràcies a la iniciativa d'un particular, ha vist com en els darrers mesos moltes de les seves parts tornaven a veure la llum, després d'anys de foscor. O el Sant Trop de Lloret, conegut popularment a l'època com "Sant Trip" i que també tornarà Güell a refer després d'un aparatós incendi. O la Botigueta de la Cort Reial, una "capelleta" al mig del barri vell de Girona que dedica al seu estimat Antoni Gaudí, igual que el menjador de l'hotel Guitart Rosa de Lloret de Mar. A destacar, el seu projecte de banys públics per la Devesa de Girona, amb música clàssica i llums! 

## Eivissa
Quan en Pepe Aguirre, que ja havia col·laborat anteriorment amb Güell al Sant Trop de Lloret, li proposa a aquest anar a treballar a l'illa d'Eivissa, la seva resposta inicial és que «no». Curiosament aquesta va ser la mateixa resposta que van tenir els propietaris de Cafè del Mar quan parlaren amb Güell per fer-se càrrec de les reformes del local. Per sort per a tots nosaltres, en Lluís va saber rectificar a temps i ara com ara, podem parlar de dos espais d'oci sense els quals possiblement no es pot entendre moltes de les coses que han passat a posteriori a l'illa i especialment a Sant Antoni de Portmany. L'altre gran espai que va crear aquí és el Súmmum, on de manera premonitòria ja va posar el disc jockey a dalt d'un altar. És una gran sort poder comptar amb tots tres espais per aquesta exposició i possiblement és de les primeres vegades que són tractats com es mereixen, com a obres d'art. Cada un d'aquests tres temples pagans van portar a Lluís Güell més de dos anys gairebé a plena dedicació per a la seva gestació i tots ells seran realitzats amb la col·laboració d'artesans, sovint anats a cercar a diferents zones del país.
El primer de tots va ser Es Paradís Terrenal, un espai de més de mil metres quadrats format per un jardí musical amb pavellons, i que quan va obrir les portes el 1975, va suposar una autèntica revolució a l'illa. A l'època es deia fins i tot que no era pels turistes, que era massa bonic, com si fos un tresor només accessible als de les Pitiüses. La seva arquitectura a l'aire lliure enamorava tots els seus visitants i recollia l'essència de l'illa blanca i a la vegada, la de tots els temples de les illes de la Mediterrània, agermanant-se així amb Creta, Sicília o qualsevol altra illa banyada per les mateixes aigües. La normativa de sorolls del 1990 va fer que es cobrís amb la piràmide actual. Considerat un referent durant molts anys, igual que més tard ho va ser Cafè del Mar.
Café del Mar és sens dubte l'obra més coneguda de Lluís Güell. Concebut com un homenatge a la posta de sol i situat davant de l'illa Conillera, en l'actualitat és un lloc de culte i de peregrinació per a visitants d'arreu del món, un lloc on cada tarda s'apleguen centenars de persones per assistir de manera conjunta a un espectacle de la Natura, com si es tractés d'una missa, mentre sona una música que també s'ha convertit ja en ambaixadora d'aquesta illa. El seu innovador plantejament va suposar un concepte nou d'espai d'oci i ha estat imitat moltes vegades. En l'actualitat està gairebé en el mateix estat que quan es va fer gràcies a un acurat treball de restauració realitzat any rere any pels seus propietaris, i es pot dir que, trenta-cinc anys després, conserva plenament la seva essència.
Quan Güell parlava del Súmmum, gairebé sempre era per referir-se a tots els esforços allà posats. Esforços creatius, de treball i sobretot econòmics, amb els operaris més destres i els millors materials, ambdós portats d'allà on fes falta, com els marbres vinguts d'Itàlia. El Súmmum va ser el temple més elaborat de Lluís Güell, i a la vegada va representar un salt a l'escala internacional car va ser destacat per diverses revistes especialitzades estrangeres que el situaven al costat de Philippe Starck com un dels creadors de l'any. Un templet per la beguda, un altar per la música, figures angelicals que ja rebien al visitant només travessar la porta i l'acompanyaven tota l'estona, tot barrejat amb elements d'iconografia pop art o fins i tot algun detall surrealista com els ous ferrats del sostre, dignes del millor Dalí, ara amagats sota una pintura negra. Seria fantàstic poder tornar a gaudir del seu estat original algun dia, esperem que no gaire tard.
L'illa d'Eivissa i el poble de Sant Antoni sempre més acompanyaran a Güell, i a banda d'aquestes tres obres esmentades, en va crear més. Com la reforma interior del restaurant, S'Illa, que ell considerava com a la seva segona residència. La transformació d'una vella ferreria en una botiga a Sa Vila que encara és visitable o el ja desaparegut Project a Sant Antoni. També cal destacar un projecte de reforma pel Casinet d'Eivissa que mai va arribar a realitzar.

## Besalú
L'altre indret on poder trobar a Güell de manera habitual és Besalú. Allà té la seva residència quan no es troba a l'illa blanca i allà ens ha deixat un munt d'obres de caràcter més intimista sovint fetes en moments de descans d'obres majors com les que feia a Eivissa. Obres com la sèrie eròtica dedicada a les muntanyes de Montserrat, o tota la col·lecció de retaules fets amb personatges i dimoniets, que ens recorden que a banda del seny també cal tenir rauxa, aquella rauxa vital que desprèn tota obra de Güell. Destaca entre tot el conjunt, una joieria-capella dedicada a l'abat Safont i que avui en dia encara es troba intacte, tal com la va fer ell, sense haver tingut cap intervenció posterior. Aquest ha de ser un dels espais que aculli la Fundació Òrbita Güell recentment creada.
A Besalú, en Lluís carregava les bateries i allà es van gestar moltes de les idees que després trobarem a obres majors com els temples pagans. Allà ideava els projectes, sempre dibuixats i amb les proporcions i mides minuciosament anotades, com si no volgués deixar mai res a l'atzar. Allà també va preparar la seva presentació a la fira d'ARCO de Madrid l'any 1984, conjuntament amb la galeria Es Molí, en una de les poquíssimes vegades que es va acostar a una galeria d'art.
A Madrid tothom recorda aquella edició de la fira per en Lluís i el seu innovador muntatge que el va convertir en la sensació d'aquell any. A banda d'omplir el seu estand d'obres de diferents èpoques i moments, va situar a l'entrada de la fira l'escultura Victòria de la Burrocràcia, un monòlit de 6 tones de papers bancaris, talons impagats i paper d'arxiu de diferents empreses, especialment de Banca Catalana que cada dia veia com diferents personatges "sàtrapes" abillats amb estrafolàries vestimentes sortien per adorar-lo. Aquests mateixos personatges, que eren obres vivents dissenyades pel mateix Güell per a l'obra Calígula del TEI, després es movien per l'interior de la fira i entregaven un tortell decorat pel mateix Güell a galeristes o artistes com a reconeixement. La idea de Güell era regalar l'escultura a Madrid, però al final, irònicament, sembla que no era possible per un problema burocràtic. L'últim dia, encara no se sap com, va començar a cremar i llavors sortiren totes les escultures vivents a adorar-la per darrera vegada mentre espontanis del públic s'afegien a la celebració. No cal dir que l'Adoració de la Victòria de la Burrocràcia va ser notícia a molts mitjans de l'època, com l'altre happening fet a Madrid, que tampoc va passar desapercebut per la premsa. El 23-F lúdic al Congrés dels Diputats consistia a desplaçar les seves obres vivents en carrosses tirades per cavalls fins al Congrés dels Diputats per un cop allà, entrar i fer una celebració lúdica convidant a cava i tortell. No va ser possible en haver-se produït el mateix dia un atemptat terrorista i estar vetada l'entrada al recinte. En el seu lloc, es van desplaçar fins al Prado a retre homenatge als grans mestres clàssics.
Poc temps després marxa a Alemanya per a la realització d'un encàrrec i comença a fer Das Monument, un temple a la ciutat de Stuttgart, reproduït a diverses revistes especialitzades dels Estats Units, Alemanya i Japó. Quan acabi ha de marxar a Nova York, on l'esperen per una exposició a la Societat Hispànica de Manhattan, per uns decorats d'una obra de teatre a realitzar amb Francisco Arrabal, i al mític Studio 54, on sembla que disposa de carta blanca per fer servir qualsevol material que consideri oportú per a la seva reforma interior. Tanmateix, Leo Castelli ja coneix la seva obra, vista a Eivissa i també ha establert contactes amb la Fundació Chase, però tot això desapareix quan li és diagnosticat un càncer que l'obliga a una llarga convalescència a l'hospital.
Ingressat, acabarà Das Monument i farà Maine Kranke (Els meus malalts), una colpidora sèrie de retrats dels seus companys de la planta d'oncologia on els materials emprats són restes quirúrgiques, benes, esparadraps, sondes i fins i tot la seva pròpia sang. Aquest procés el deixarà molt dèbil i afectat anímicament. Farà uns quants projectes més a Alemanya, però les forces ja no l'acompanyen. Una perfumeria a Stuttgart que no arriba a acabar, una façana nova per un edifici racionalista desestimat "per ser massa modern per Stuttgart, essent més propi de Berlín", o el Quasard a Pforzheim, un gran projecte que tampoc va arribar a veure la llum. Ha de tornar a casa.

## Falgons
Després d'aquest sotrac, Güell entra en una profunda depressió. Tot i realitzar alguns projectes com la botiga Cel i Terra de Sitges, un homenatge al comerç dels indians, a Santiago Rusiñol o la reforma de la plaça i l'enllumenat públic de Tortellà, la seva força ja no és la mateixa. S'han acabat els grans projectes i es refugia a Falgons, lluny de tot i de tothom. La seva obra es torna més intimista, i es dedica quasi exclusivament a obres de petit format, sèries realitzades damunt paper amb l'ajuda dels materials més diversos. Marro de cafè, cendres, bolets, tinta de sèpia, nogalina, resina dels arbres, qualsevol material és bo per a treballar. "L'artista té l'obligació de fer servir el seu entorn", com deia ell mateix.
El 2003 li és diagnosticat un altre càncer. Aquesta vegada al fetge. Se sotmet a un trasplantament, i mentre començava a recuperar-se i preparava el que havia de ser la seva primera gran exposició antològica a Girona i a Banyoles, arriba la notícia que el càncer torna a escampar-se pel seu cos i que aquesta vegada no hi ha res a fer. Després d'una llarga convalescència a Begur a casa del seu germà Pep, traspassa el 13 de desembre del 2005.

## Fundació Òrbita Güell
A l'estiu del 2007 el Museu d'Art de Girona amb la col·laboració de la Casa de Cultura de Girona i l'Ajuntament de Banyoles organitzen una triple exposició sota el nom de «El gran desconegut» que recull per primera vegada la majoria de la producció artística de Lluis Güell. i El 2014 el Museu de Mataró exposa la seva obra, i fa especial ressò del happening ocorregut a les seves sales durant la inauguració de l'exposició del mateix artista el 1966, com a primer happening datat a Catalunya.
El 2015 l'Ajuntament de Sant Antoni de Portmany organitza una doble exposició de Lluís Güell que integra per primera vegada els seus temples pagans Café del Mar, Es Paradís i Súmmum juntament amb obres en pintura i escultura. Deu anys després de la mort s'acompleixen els desitjos de Lluís Güell amb la creació d'Òrbita Güell, una fundació dedicada a l'estudi i a donar a conèixer i conservar tot el seu llegat. La fundació té la seu a Besalú, com era el seu desig.